# Osci
██ Liguri
██ Veneti
██ Etruščani
██ Piceni
██ Umbri
██ Latini
██ Osci
██ Mesapijci
██ Grci
Osci (također pooznati kao Opici, Opsci, Obsci, Oscans ili Opicans) su bili italsko pleme u južnoj Italiji koje je nastanjivalo sjevernu Kampaniju prije nego što se trajno naselilo u područja na granici Lacija i Kampanije. Tada su se za vlast nad Kampanijom borili s Etruščanima.
Antih, koji se smatra glavnim Tukididovim izvorom za povijest zapadnih područja, kasnije je to pleme identificirao kao Ausonce (Aurunci) koje su pokorili i širom Kampanije i drugdje raselili Samniti. Oskansko je ime preživjelo zbog jezika kojim su govorili i koji se nazivao oskički.

## Sukob i pokoravanje
Na početku 5. stoljeća pr. Kr. Osci su se borili s Rimljanima za Ager Pomptinus, područje u Laciju između Albanskih brda i obale Tirenskog mora. Osci su bili poljoprivrednici, pa je to područje s plodnim tlom bilo od izuzetne važnosti za Osce. Oni su u tom sukobu, međutim, poraženi od Rimljana. Kasnije su ih pokorili Samniti, ratnički narod koji je također govorio oskanskim jezikom. 
Za vrijeme prvog samnitskog rata (343. – 341. pr. Kr.), Rim je osvojio Sjevernu Kampaniju. Prema Liviju Osci su bili uzrok tog rata. On je započeo nakon što su Samniti bez povoda napali Sidicine u Sjevernoj Kampaniji, na što su Sidicini pobjegli u druge dijelove Kampanije, gdje su ih Saminiti gonili, pa se na kraju Kampanija obratila Rimljanima za pomoć, koji su rat iskoristili kao priliku da ih stave pod svoju vlast.